# Григоренко, Ярослав Михайлович
Григоренко Ярослав Михайлович (12 октября 1927 — 18 января 2022) — советский и украинский физик, академик НАН Украины (1992).

## Биографические сведения
Родился 12 октября 1927 года в Киеве. В 1942 г. был вывезен на работы в Германию. В январе 1945 г. сбежал. Вернувшись домой, пошёл в армию, где служил по октябрь 1948 г. После перерыва поступил в 9 класс вечерней школы, которую окончил в 1950 г. В том же году стал студентом механико-математического факультета Киевского государственного университета им. Т. Г. Шевченко. По окончании в 1955 г. трудовую деятельность он связал с Институтом механики НАН Украины. Здесь Григоренко прошёл путь от старшего инженера до главного научного сотрудника, с 1977 г. по 1987 г. работал заместителем директора института по научной работе. В 1961 г. он защитил кандидатскую, а в 1970 г. — докторскую диссертации. С 1978 г. — член-корреспондент АН УССР; с 1992 г. — академик.

## Научная деятельность
Своими трудами внёс весомый вклад в ряд разделов механики деформируемого твёрдого тела. Получены важные результаты по механике гибких оболочек; предложены подходы к решению задач и проведено исследование напряжённого состояния оболочек в докритической и закритической областях; разработаны подходы к решению двумерных нелинейных задач и исследовано поведение оболочек под действием неосесиметричних силовых и температурных нагрузок. Я. М. Григоренко предложил методы для решения дифференциальных уравнений в частных производных в задачах механики . Разработанные учёным методы расчётов имеют большую универсальность, внедрены и широко используются при проектировании и создании рациональных конструкций в энергомашиностроении и ракетно-космической технике.
Полученные Я. М. Григоренко научные результаты отражены в 26 монографиях и более чем 400 научных статьях. Ярослав Михайлович создал научную школу, в которой под его руководством проводится большая работа по развитию различных аспектов теории и разработки методов расчёта в области неоднородных анизотропных оболочек и упругих тел. Он подготовил 7 докторов и 40 кандидатов наук. Я. М. Григоренко принимал участие во многих международных конференциях, симпозиумах и семинарах, которые проходили в Японии, США, Греции, Германии, Бельгии, Великобритании, Австрии, Польши.
Вклад учёного в механику твёрдого деформированного тела отмечен премиями. За цикл работ по общей теории оболочек и исследования полей напряжений Я. М. Григоренко удостоен Государственной премии УССР в области науки и техники (1979). Он является автором монографии «Методы расчёта оболочек», отмеченной Государственной премией УССР в области науки и техники (1986). Ему присуждены именные премии — им. М. К. Янгеля АН Украины (1985) и им. А. М. Динника НАН Украины (1996).
Ярослав Михайлович являлся заместителем академика-секретаря Отделения механики НАН Украины, членом Национального комитета Украины, входил в состав научных советов НАН Украины по проблеме «Механика деформированного твердого тела», «Повышение надёжности и долговечности машин и сооружений», «Научные основы тепловых машин», «Вычислительная математика». Он был членом редколлегии международного научного журнала «Прикладная механика» .
Заслуги Я. М. Григоренко отмечен правительственными наградами: восемью медалями и почётной грамотой Президиума Верховного Совета УССР.
Скончался Я. М. Григоренко 18 января 2022 года.

## Журнальные публикации
- Определение напряженно-деформированного состояния анизотропных термочувствительных цилиндров / Я. М. Григоренко, А. Т. Василенко // Мат. методы и физ.-мех. поля. — 1998. — 41, № 1. — С. 73-77. — Библиогр.: 10 названий. — укр.

В пространственной постановке рассмотрен класс задач о напряжённом состоянии осесимметрично нагретого произвольно неоднородного по толщине анизотропного цилиндра с учётом зависимости механических характеристик от температуры. Решения краевых задач выполняется численным методом. Проведено исследование температурных и механических полей в композитных цилиндрах.
- Определение температурных полей и напряжений в неоднородных анизотропных оболочках в разных постановках / Я. М. Григоренко, А. Т. Василенко // Мат. методы и физ.-мех. поля. — 2003. — 46, № 1. — С. 21-31. — Библиогр.: 25 названий. — укр.

Предложены подходы к определению термонапруженого состояния некоторых классов оболочек в классической, уточнённой и пространственной постановках. В классической постановке рассмотрены задачи о деформации оболочек вращения, неколових цилиндрических оболочек и пологих прямоугольных в плане оболочек. Приведено решение задачи об определении прогибов в двухслойных цилиндрической и конической оболочках и кольцевой пластине. В рамках уточнённой модели прямолинейного элемента, дополненной учётом температурного обжатия по толщине, решена задача о деформации трёхслойной параболической оболочки вращения с заполнителем. На основе соотношений пространственной теории упругости анизотропного тела решены задачи об определении температурных полей и напряжений в слоистых цилиндрических оболочках. Предложен подход к решению задач о деформации длинных полых цилиндров за действия температуры, которая периодически изменяется во времени.
- Гетерогенная математическая модель упругого тела с тонким податливым на изгиб включением / Л. И. Винницка, Я. М. Григоренко, Я. Г. Савула // Доп. НАН Украины. — 2009. — № 9. — С. 62-66. — Библиогр.: 8 названий. — укр.

Описана гетерогенную математическая модель упругого тела с тонким включением. Напряженно-деформированное состояние включения смоделирована соотношениями безмоментной теории оболочек, для массивной части применены соотношения классической теории упругости. Результаты численных экспериментов предоставлено для плоской задачи, что описывает растяжение пластины с круговым отверстием. Исследовано влияние тонкого покрытия на коэффициент концентрации напряжений и распределение напряжений в пластине.
- Деформация гибкой некруговой длинной цилиндрической оболочки при неравномерной нагрузке / Я. М. Григоренко, Ю. Б. Касьян // Прикладная механика. — 2001. — 37, № 3. — С. 65-70. — Библиогр.: 15 названий. — рус.

Построено точное решение нелинейной задачи о докритичне и закритичне деформирования упругой длинной цилиндрической оболочки с некруговим поперечным сечением в условиях неравномерной нагрузки и жесткого закрепления контуров. Решение представлено в виде двух зависимостей, выраженных через элементарные функции. На графиках показано как изменяется величина прогиба в зависимости от законов изменения кривизны и распределения нагрузки.